# 高木美保
高木 美保（たかぎ みほ、1962年7月29日 - ）は、日本の女優、コメンテーター、エッセイスト、農業従事者、タレント。東京都葛飾区出身、千葉県松戸市育ち。和洋女子大学中退。

## 来歴
1983年、新聞で芸能事務所の募集広告を見て、“成人式の写真が綺麗だった（綺麗に撮れた）から”と面白半分で送ったところ審査を通過。芸能界入りすることになる。
1984年、『Wの悲劇』でスクリーン・デビュー。オーディションの条件にあった年齢制限より1 - 2歳ほど上だったため書類選考で篩い落とされたが、添付された写真をたまたま見た監督の澤井信一郎が気の強そうな表情を気に入り、実際に会ってみると口跡（声色・言い回し）が良いので出演が決まった。
その後、『華の嵐』『夏の嵐』などの「嵐シリーズ（グランドロマン）」に主演し、一気に注目を浴びる。このシリーズでは、相手方の渡辺裕之とのコンビが話題となり、ゴールデンコンビと呼ばれた。
しかし、女優としては「出来たお嬢様像」を演じる機会が多かったため、本来の性格と女優としてのイメージとのギャップに悩んで「女優業は自分に合わない」と痛感し、活動の場をバラエティー番組やテレビコメンテーターへと移した。
1998年11月、パニック障害の治療を兼ねて、栃木県那須塩原市に移住した。タレント活動を行いながら農業を営み、農業体験をまとめたエッセー集も執筆している。
2007年12月、NHK土曜ドラマ『ひとがた流し』で11年ぶりに女優に復帰した。本人は「テンションが上がった。ちょっとずつ、やっていこうかな」と前向きになったことを語る。
2009年夏、1歳年上で中国籍の男性と結婚した。
2015年11月、ボアオ・アジア・フォーラムを支援する日中友好団体「日本ボアオ会」（会長：二階俊博）の発起人に前経団連会長の御手洗冨士夫らとともに名を連ねた。
2022年5月、嵐シリーズで共演した渡辺裕之の死去に際しては、事務所を通じて「突然の訃報がまだ信じられません。ドラマなどでは俳優として深みを増しておいででした。ご家族のお気持ちが今は心配です」とコメントを寄せた。

## 人物・エピソード
- 福島県伊達郡保原町出身の両親を持ち、保原町で出生し、東京都葛飾区で育つ。その後松戸市へ転居し、小学校からデビューまで過ごした。
- 学歴は、松戸市立古ケ崎小学校[8]、当時地域でもっとも難関と言われていた和洋国府台女子中学校・高等学校を経て、和洋女子大学国文学科中退。
- アニメ好きな一面があり、アニメの『サイボーグ009』は幼稚園の頃から見ており009・島村ジョーのファン。また、アニメ『十二国記』のファンでもあり、登場するキャラクターの尚隆（しょうりゅう）とは「結婚したい」ともいう。
- 『クイズ世界はSHOW by ショーバイ!!』において「最終問題前に100萬ショーバイマネー達成」を成し遂げた数少ない解答者の一人である。
- 2015（平成27）年4月に秋田市大森山動物園の名誉園長に就任した。2023（令和5）年3月に「仕事をやめてゆっくり休みたい」と退任した[9]。
- ぐるぐるナインティナインのコーナーグルメチキンレース・ゴチになります!で注文した料理の値段と目標設定金額が同じになるピタリ賞を獲り100万円を獲得し、女性出演者では初となった[注釈 1]。
- トレードマークの眼鏡は、以前は乱視のため実用性として使用していたが（今は治療により改善されている）、現在は個性を目立たさせるための小道具として伊達メガネを使用している。
- 有吉弘行にヒステリック農業とのあだ名をつけられた[10]。
- キアヌ・リーブスの大ファン。

## 農業へのこだわり
- 前述の通り、高木は1998年より栃木県に移住し、農業を営んでいるが、農業への力の入れようは本人をして「正業が農業で、タレントは副業」と言うほどである。
- また、「自然農法」「自然のサイクル」にこだわっており、化学肥料や農薬はほとんど使わず、食生活で排出された生ごみや収穫後の農産物の葉や根、自身の[要出典]糞尿を堆肥にしていると語っている。

## 過去に出演した番組

### テレビドラマ
- ライオン午後のサスペンス （フジテレビ）
  - 「雪の螢」（1983年12月）[要出典]
  - 「私は許さない」（1984年1月 - 2月）[要出典]
- 夢追い旅行（1984年4月 - 6月、東海テレビ）
- 土曜ワイド劇場 （テレビ朝日）
  - 「過去を消す女　私の結婚のために死んで下さい」（1984年6月16日）
  - 「若妻殺し　披露宴から消えた白いドレスの女」（1985年7月13日） - 安田幸子・郁子（二役）役
  - 「整形復顔未亡人 私は名門夫人になりたい…美しい看護婦の変身願望」（1986年4月5日）
  - 「露天風呂の女・氷女殺人事件・湯けむりの白い肌に血が…」（1987年2月28日）
  - 「西村京太郎トラベルミステリー12」（1987年） - 加藤敬子
  - 「夏樹静子サスペンス　みちのく湯煙り殺人渓谷　鳴子温泉－鬼首死の谷から来た女」（1993年7月10日） - 北村恵 役
  - 「女外科医・疑惑のメス」（1995年5月6日） - 三条美和子 役
- 太陽にほえろ!  （日本テレビ）
  - 第606話「マミーの挑戦」（1984年） - 辺見恭子
  - 第694話「出口のない迷路」（1986年） - 看護婦・キョウコ 役
- 少女に何が起ったか（1985年1月 - 3月、TBS） - 田辺百合子 役
- ポーラテレビ小説 （TBS）
  - 「愛の風、吹く」（1985年7月 - 9月）
  - 「恋とオムレツ」（1986年6月 - 9月）
- 木曜ドラマストリート （フジテレビ）
  - 「明日を殺さないで」（1985年）
  - 「あぶない課外授業 少女が知った父の秘密 16歳恐怖の初体験」（1986年6月26日）
- 火曜サスペンス劇場（日本テレビ系）
  - 「人喰い」（1985年5月7日）
  - 「ズームイン!!朝! 殺人事件」（1988年11月15日、国際放映）
  - 六月の花嫁2「婚約解消殺人事件」（1989年6月13日、東映） - 主演：パソコンオペレーターの浅野真澄 役
  - 「人生相談殺人事件」（1990年9月11日）
  - 「飛ぶ男、堕ちる女」（1991年8月20日）
  - 「昨日を探す女」（1995年11月28日）
- セーラー服通り（1986年1月 - 3月、TBS） - 平山雪絵先生 役
- 大河ドラマ（NHK総合）
  - いのち（1986年1月 - 12月） - 岩田典子 役
  - 信長 KING OF ZIPANGU（1992年1月 - 12月） - しの 役
- 誇りの報酬「友は湖に消えた」（1986年4月、日本テレビ・東宝） - 渡辺あやこ 役
- 長七郎江戸日記（日本テレビ・ユニオン映画）
  - 第1シリーズ 第104話「目明し気取り」（1986年7月22日） - お咲 役
  - 第2シリーズ（1989年1月～9月） - 柳生宗冬の密偵・お銀 役
- 水曜ドラマSP 「湯けむり温泉日記　女マッサージ、泣き笑い人生」（1986年6月18日、TBS）
- 女ふたり捜査官 第5話「不倫で稼ぐ美人家庭教師」（1986年、朝日放送 / テレパック）
- 銭形平次 第9話「お藤、謎を解く」（1987年、日本テレビ・ユニオン映画） - お藤 役
- ザ・ハングマン6 第2話「剣山入りパイを顔面に投げよ!」（1987年、朝日放送） - 山口の娘 役
- 時代劇スペシャル 「野風の笛　鬼の剣松平忠輝天下を斬る!」（1987年7月1日、日本テレビ）
- ジャングル　第23話「先生」（1987年9月、日本テレビ） - 野村えみ 役
- 銀河テレビ小説（NHK総合）
  - 「まんが道」青春編（1987年7月 - 8月） - 幸田節子 役
  - 「素晴らしき帰郷」（1988年8月 - 9月）
- 土曜ドラマスペシャル 「追憶のクリスマス・イブ」（1988年12月24日、TBS）
- 華の嵐（1988年1月 - 4月、東海テレビ） - 主演・朝倉柳子 役
- 花王名人劇場 裸の大将放浪記28 〜清と伊豆の踊り子たち（1988年7月24日、関西テレビ） - 滝子 役
- ドラマ23 「血液型恋の戦士」（1989年1月、TBS）
- シリーズ男の決断 「暴かれたスキャンダル」（1989年2月、TBS）
- シリーズ街　東京都心「問題の教師」（1989年3月、テレビ朝日）
- 過ぎし日のセレナーデ （1989年、フジテレビ）
  - 第1話「追憶」
  - 第21話「涙」
- おしえてあげたい!（1989年4月 - 5月、TBS） - 柿沼典子 役
- 夏の嵐（1989年7月 - 10月、東海テレビ） - 主演・南部峰子 役
- さすらい刑事旅情編（1989年 - 1991年、テレビ朝日） - 西園寺彩夏警部補 役
- 水曜グランドロマン（日本テレビ）
  - 新春特別企画 「海はきっと、君にやさしい」（1990年1月10日）
  - 「思春期外来2」（1991年5月15日）
- 外科医有森冴子（1990年、日本テレビ）
- ドラマスペシャル 「郷愁」（1990年、NHK総合）
- 男と女のミステリー 「新OL三人旅 十和田、奥入瀬殺人事件」（1991年1月18日、フジテレビ） - 島野恵子（建設会社設計士） 役
- 学校へ行こう!（1991年4月 - 6月、フジテレビ） - 岩崎恵理 役
- 世にも奇妙な物語（フジテレビ）
  - 「ハネムーン」（1991年） - 加賀美佳織 役
  - 「すてきな休日」（1992年） - 佐原貴子 役
- あなただけ見えない（1992年1月 - 3月、フジテレビ） - 川島舞子 役
- 女子高生!キケンなアルバイト（1991年、TBS）
- 金曜ドラマシアター「新OL三人旅II 飛騨高山湯けむり殺人」（1991年11月1日、フジテレビ）
- 世にも奇妙な物語（フジテレビ）
  - 第2シリーズ「ハネムーン」（1991年12月19日）
  - 第3シリーズ「すてきな休日」（1992年）
- 12時間超ワイドドラマ 「天下の副将軍水戸光圀 徳川御三家の激闘」（1992年1月2日、テレビ東京）
- 旅情サスペンス 「女医彩子 伊豆半島・恐怖の往診」（1992年6月1日、関西テレビ）
- ドラマシティー92 「エクレア気分 嫁と姑19XX年ちょっとエッチな2世帯家族」（6月4日、よみうりテレビ）
- 天使のように生きてみたい（1992年7月 - 9月、TBS） - 高原舞子 役
- 綺麗になりたい（1992年10月～12月、よみうりテレビ） - 中沢桂 役
- 包丁いっぽん－夢、みてますか－（1993年1月 - 3月、NHK総合）
- ちょっと危ない園長さん（1993年1月 - 3月、日本テレビ）
- わたしってブスだったの?（1993年4月 - 7月、TBS） - 瀬尾美津子 役
- ドラマ新銀河（NHK総合）
  - いつか花嫁（1993年9月 - 10月）- 富山菊子 役
- 愛と疑惑のサスペンス 「女医彩子・いのちの代償」（1994年2月14日、関西テレビ） - 女医・彩子 役
- 月曜ドラマスペシャル 浅見光彦シリーズ1 『高千穂伝説殺人事件』（1994年4月25日、TBS） - バイオリニストの本沢千恵子　役
- 年末ドラマSP　領収書物語3 3話オムニバス「キャッチボール」（2004年12月26日、関西テレビ）
- たたかうお嫁さま（1995年10月- 12月、日本テレビ） - 松浦美樹　役
  - たたかうお嫁さま 新婚スペシャル（1996年4月3日）
  - たたかうお嬢さま 出産スペシャル 祝結婚一周年!（1996年12月19日）
- ひとがた流し（2007年12月、NHK総合・BShi） - 日高美々 役  ※11年振りのドラマ復帰作

### ラジオ
- SATURDAY HUMAN SQUARE 高木美保 close to you（2008年4月5日 - 2011年10月1日、文化放送）

### バラエティ・情報番組
- クイズ世界はSHOW by ショーバイ!!（日本テレビ） - 準レギュラー解答者
- 三枝の愛ラブ!爆笑クリニック（関西テレビ、1995年1月 - 9月） - 10代目アシスタント
- 嗚呼!バラ色の珍生!!（日本テレビ） - パネラー
- メレンゲの気持ち（日本テレビ、1996年4月 - 1998年12月）
- キスだけじゃイヤッ!（よみうりテレビ、1997年10月 - 1998年9月）
- 世の中ガブっと!（テレビ東京、2002年10月 - 2004年12月）
- あなたも挑戦!ことばゲーム（NHK総合、2004年4月 - 2005年3月）
- ベリーベリーサタデー（関西テレビ） - 準レギュラー
- 中居正広の金曜日のスマたちへ（TBS） - パネラー
- 極める!「高木美保の香り学」（NHK教育、2010年10月） - リポーター
- ひるブラ（NHK総合） - ゲスト
- 総合診療医ドクターG（NHK総合） - ゲスト
- THE・サンデー（日本テレビ） ※不定期
- 情報プレゼンター とくダネ!（フジテレビ、1999年4月 - 2012年9月） - 水曜コメンテーター
- ためしてガッテン（NHK総合） ※不定期
- 情報満載ライブショー モーニングバード!→羽鳥慎一・モーニングショー（テレビ朝日、2012年10月 - 2021年3月） - 木曜コメンテーター

## 映画
- Wの悲劇（1984年） - 菊地かおり 役
- 野蛮人のように（1985年） - 文子（雑誌編集者） 役
- 早春物語（1985年）
- 二十四の瞳（1987年） - 松江（26歳） 役
- この愛の物語（1987年） - 映画の女優 役
- 夜逃げ屋本舗（1992年） - 相沢康子 役
- 夜逃げ屋本舗2（1993年） - 相沢康子 役

## CM
- 花王 ソフィーナ 基礎化粧品 UVケアミルク（1988年 - 1990年）※ 高橋惠子・白島靖代・賀来千香子との共演バージョンあり。
- 富久娘（1990年）
- ハウス食品 特選生わさび（1991年 - 1993年頃）※ 小林稔侍との共演バージョンもあり。
- ハウス食品 ディッシュアップ（1993年頃）※ 中嶋朋子と共演
- アコム（1995年頃）
- ライオン free&free 起きたらしっとりフォーム（1994年頃）
- 小林製薬 チンしてこんがり魚焼きパック（2011年）

## 著書
- ヒロインは眠らない（1991年、角川書店） ISBN 4048832786
- 木立ちのなかに引っ越しました（2000年、幻冬舎） ISBN 4344000277
- 生かされている私（わたし） ナチュラリストの幸せ（2004年、講談社） ISBN 4062123649